# Paws, Inc.
Paws Incorporated, legalmente conhecido como Paws, Inc., é um estúdio de quadrinhos e produtora americana fundada pelo cartunista americano Jim Davis em 1981, para apoiar as tiras de quadrinhos Garfield e seu licenciamento.
A empresa foi originalmente localizada no estado natal de Davis, Indiana. Seu prédio foi estabelecido em Muncie em 1989, transferido da própria fazenda de Davis quando ele era menino.
Em 1994, a empresa comprou todos os direitos das clássicas tiras de quadrinhos Garfield de 1978 a 1993 da United Feature Syndicate, embora a United ainda detenha as tiras diárias em preto e branco originais e as tiras de domingo coloridas originais. As tiras diárias coloridas e as tiras de domingo recoloridas são protegidas por direitos autorais da Paws, pois são consideradas um produto diferente. A tira é atualmente distribuída pela Andrews McMeel Syndication (anteriormente Universal Press Syndicate e Universal Uclick), enquanto os direitos da tira permanecem com a Paws, Inc. Em 2015, a empresa empregava quase cinquenta artistas e administradores.
Em 2019, a Viacom (agora conhecida como Paramount Global) adquiriu a Paws, Inc., incluindo merchandising global e licenciados existentes, e a colocou sob sua bandeira Nickelodeon (que faz parte da divisão Viacom's Kids & Family). O acordo excluiu os direitos dos filmes live-action de Garfield de 2004 a 2006, que ainda são de propriedade da The Walt Disney Company através de seu selo 20th Century Studios, bem como o próximo filme de animação The Garfield Movie, que será distribuído pela Sony Pictures sob o selo Columbia Pictures.. Embora a Paws, Inc. esteja agora efetivamente localizada em Manhattan, Davis continuará a desenhar as histórias em quadrinhos em Indiana para jornais e Andrews McMeel Syndication.

## Filmografia

### Especiais de televisão
| Título                         | Lançamento original | Estúdio                                                          | Emissora original |
| ------------------------------ | ------------------- | ---------------------------------------------------------------- | ----------------- |
| Here Comes Garfield            | 1982                | Bill Melendez Productions Lee Mendelson Productions United Media | CBS               |
| Garfield on the Town           | 1983                | Bill Melendez Productions Lee Mendelson Productions United Media | CBS               |
| Garfield in the Rough          | 1984                | Film Roman United Media                                          | CBS               |
| Garfield's Halloween Adventure | 1985                | Film Roman United Media                                          | CBS               |
| Garfield in Paradise           | 1986                | Film Roman United Media                                          | CBS               |
| Garfield Goes Hollywood        | 1987                | Film Roman United Media                                          | CBS               |
| A Garfield Christmas           | 1987                | Film Roman United Media                                          | CBS               |
| Happy Birthday, Garfield       | 1988                | Film Roman United Media                                          | CBS               |
| Garfield: His 9 Lives          | 1988                | Film Roman United Media                                          | CBS               |
| Garfield's Babes and Bullets   | 1989                | Film Roman United Media                                          | CBS               |
| Garfield's Thanksgiving        | 1989                | Film Roman United Media                                          | CBS               |
| Garfield's Feline Fantasies    | 1990                | Film Roman United Media                                          | CBS               |
| Garfield Gets a Life           | 1991                | Film Roman United Media                                          | CBS               |

### Séries de televisão
| Título                                   | Exibição original | Estúdio                      | Emissora original                  |
| ---------------------------------------- | ----------------- | ---------------------------- | ---------------------------------- |
| Garfield and Friends                     | 1988–1994         | Film Roman                   | CBS                                |
| The Garfield Show                        | 2008–2016         | Dargaud                      | France 3 Cartoon Network Boomerang |
| Garfield Originals                       | 2019–2020         | Dargaud                      | France 3                           |
| Série de televisão sem título "Garfield" | TBA               | Nickelodeon Animation Studio | Nickelodeon                        |

### Filmes de longas-metragens
| Título                                  | Lançamento original | Estúdio                                                                               | Notas                                                        |
| --------------------------------------- | ------------------- | ------------------------------------------------------------------------------------- | ------------------------------------------------------------ |
| Garfield: The Movie                     | 2004                | 20th Century Fox Davis Entertainment                                                  | Híbrido de ação ao vivo/CGI                                  |
| Garfield: A Tail of Two Kitties         | 2006                | 20th Century Fox Davis Entertainment                                                  | Híbrido de ação ao vivo/CGI                                  |
| Garfield Gets Real                      | 2007                | 20th Century Fox Home Entertainment Davis Entertainment The Animation Picture Company | Recurso direto para vídeo, totalmente animado por computador |
| Garfield's Fun Fest                     | 2008                | 20th Century Fox Home Entertainment Davis Entertainment The Animation Picture Company | Recurso direto para vídeo, totalmente animado por computador |
| Garfield's Pet Force                    | 2009                | 20th Century Fox Home Entertainment Davis Entertainment The Animation Picture Company | Recurso direto para vídeo, totalmente animado por computador |
| Filme de animação "Garfield" sem título | TBA                 | Sony Pictures Alcon Entertainment                                                     | animação computadorizada                                     |